# Dionisio V

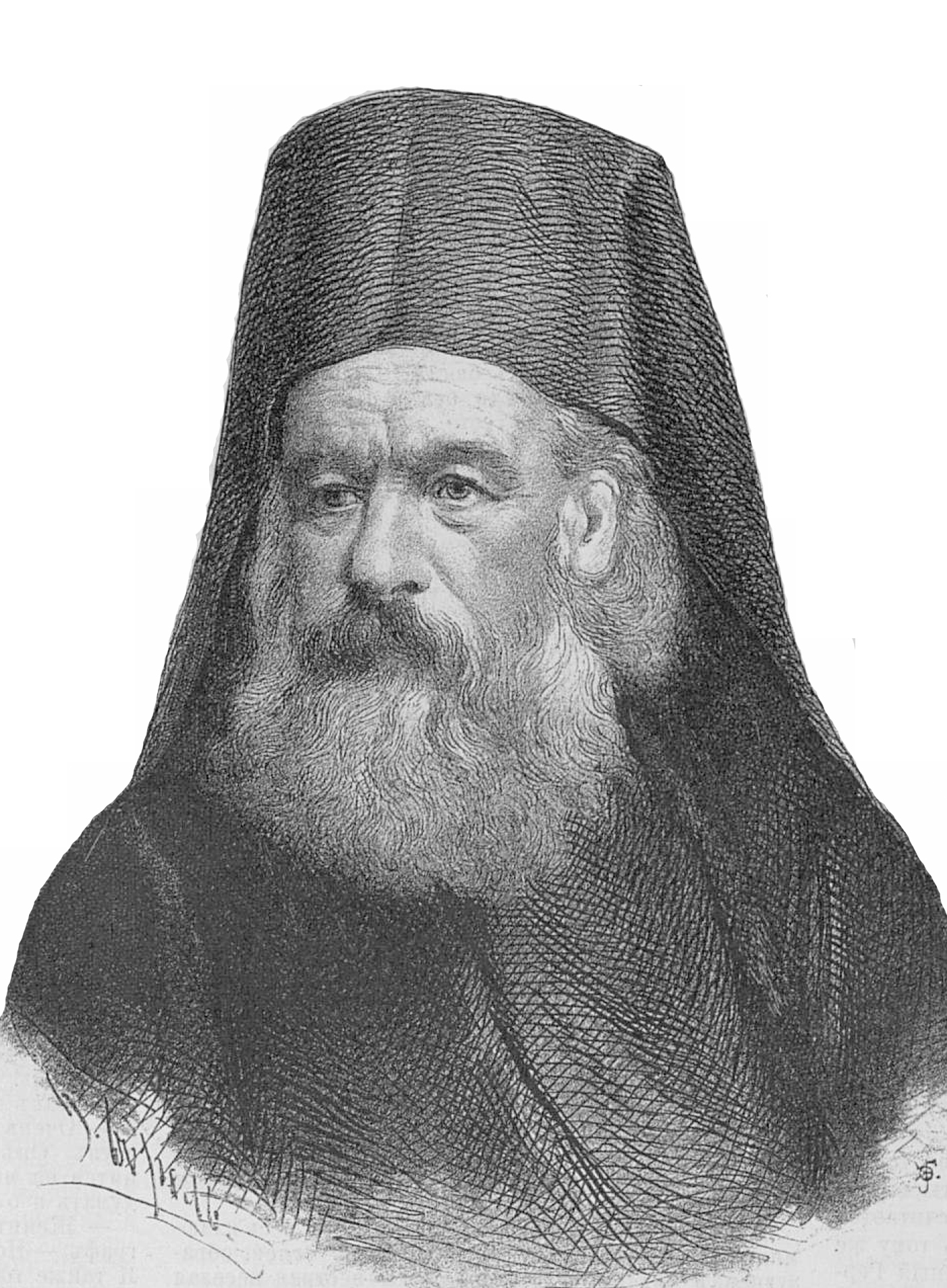
Dionisio V

Dionisio V (Adrianópolis, Imperio Otomano, 1820 - Constantinopla, 25 de agosto de 1891) fue Patriarca de Constantinopla desde el 4 de febrero de 1887 hasta el 25 de agosto de 1891.
| Predecesor: Joaquín IV | Patriarca de Constantinopla 1887 – 1891 | Sucesor: Neófito VIII |

- Datos: Q2644284
- Multimedia: Dionysios V of Constantinople / Q2644284